# Dorfkirche Sachau (Bad Schmiedeberg)

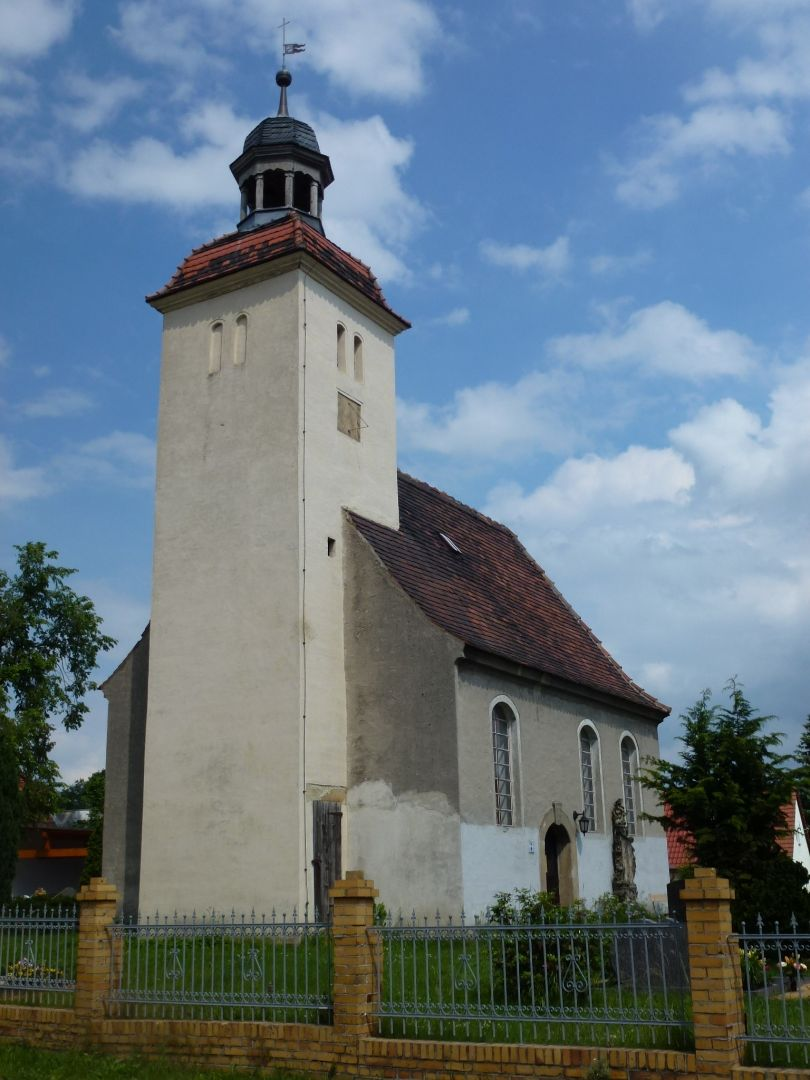
Dorfkirche-Sachau

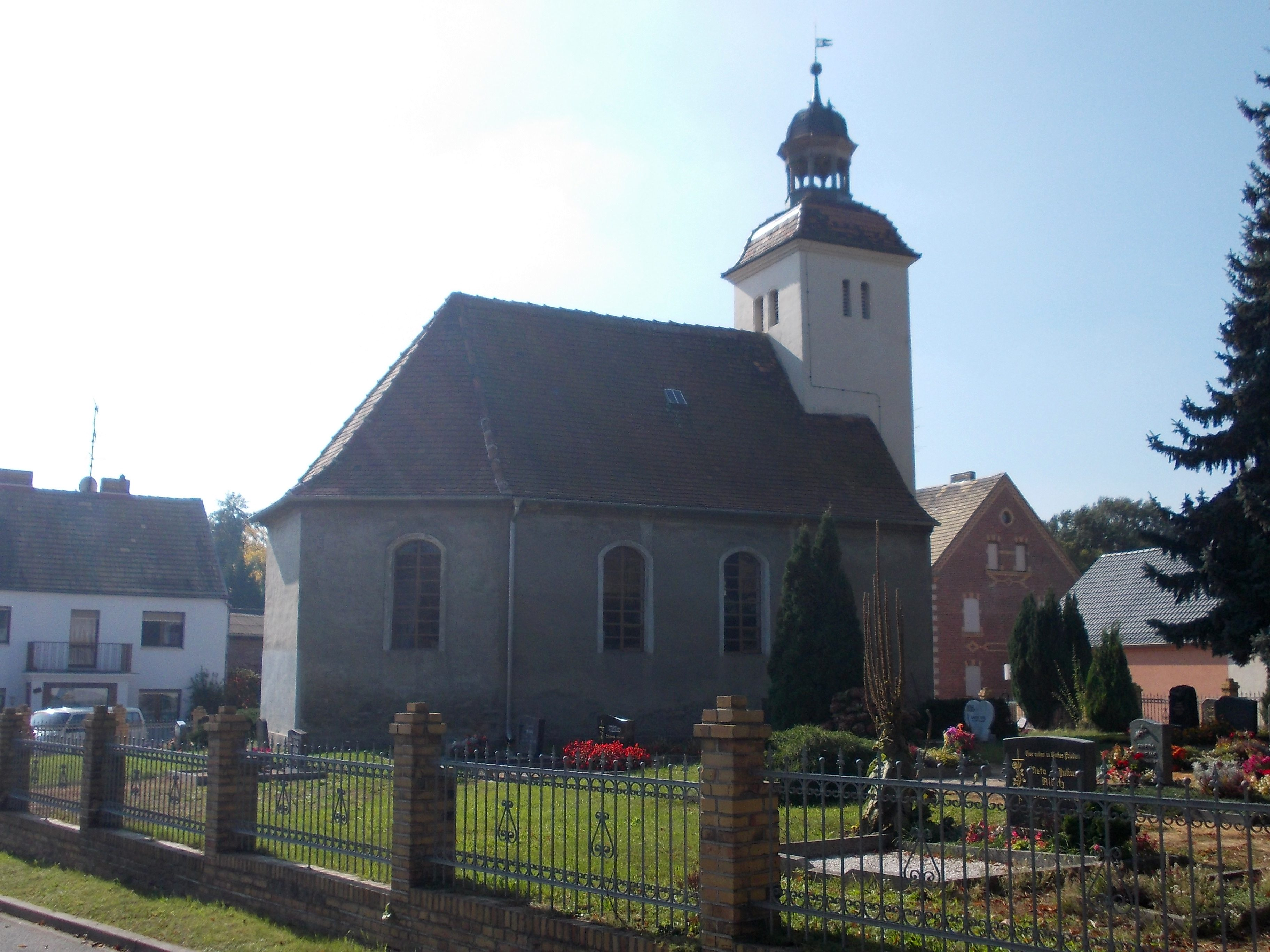
Nordostansicht

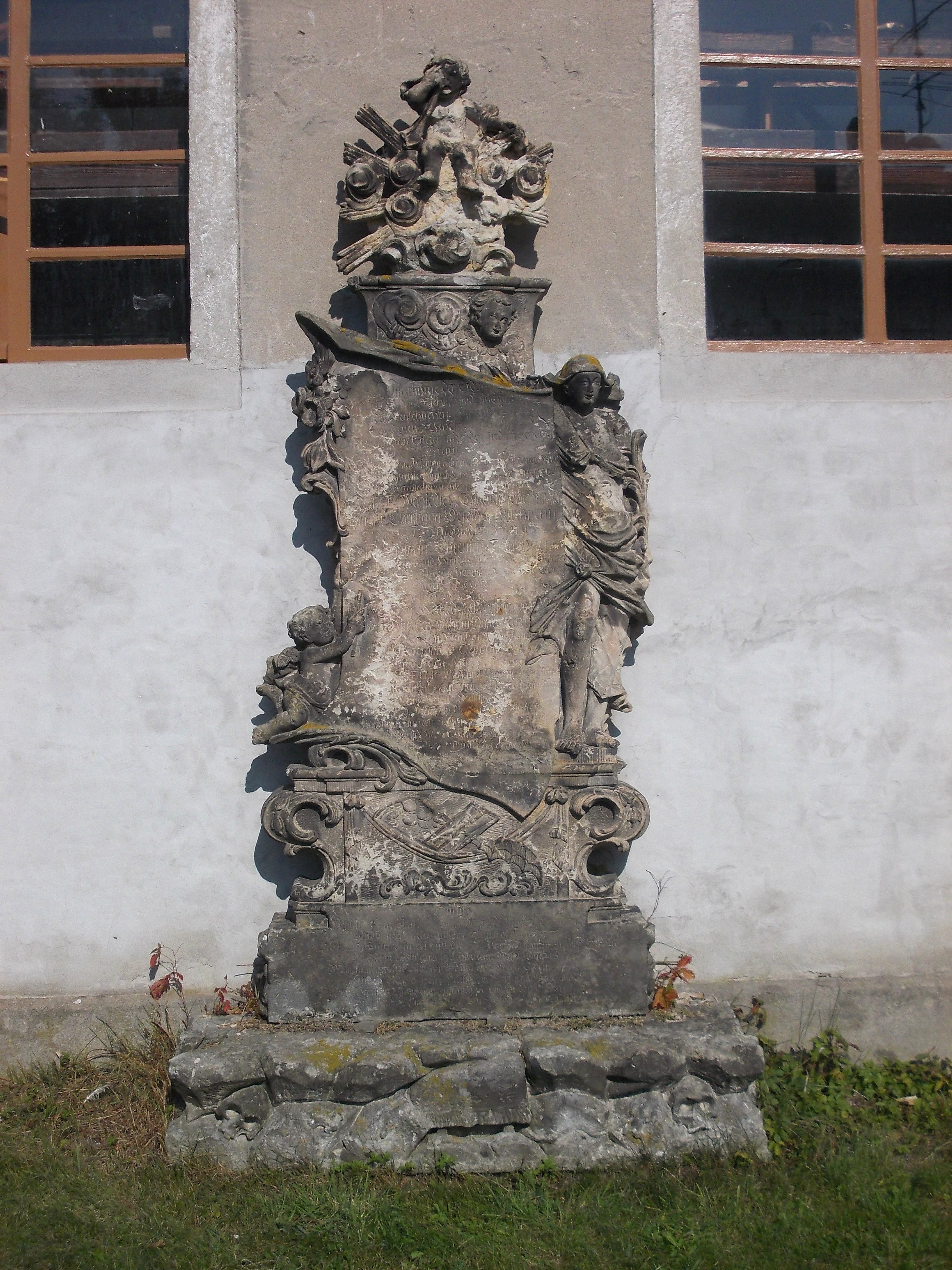
Spätbarocker Grabstein

Die evangelische Dorfkirche Sachau ist eine im Kern mittelalterliche, barock umgestaltete Saalkirche im Ortsteil Sachau von Bad Schmiedeberg im Landkreis Wittenberg in Sachsen-Anhalt. Sie gehört zur Kirchengemeinde Pretzsch im Kirchenkreis Wittenberg der Evangelischen Kirche in Mitteldeutschland (EKMD).

## Geschichte und Architektur
Die Kirche ist ein Saalbau mit dreiseitigem Ostschluss, der im Kern aus der Zeit um 1300 oder dem 14. Jahrhundert stammt. Ein halb eingezogener quadratischer Westturm aus verputztem Fachwerk mit geschweifter Haube und Laterne, wohl vom Ende des 18. Jahrhunderts, akzentuiert das Bauwerk. An der Südseite erschließt ein segmentbogiges Sandsteinportal mit der Jahreszahl 1561 im Schlussstein das Bauwerk. Im Jahr 1622 wurde die Kirche unter dem Patronat der Löser auf Pretzsch renoviert; eine Restaurierung erfolgte im Jahr 1966.

## Ausstattung
Der Innenraum ist durch die Neugestaltung von 1622 geprägt. Eine Balkendecke mit mehrfarbig ornamental bemalten Füllbrettern schließt den Raum ab, die Westempore, der Taufständer, eine vergitterte Holzprieche neben der Kanzel, der Kanzelkorb mit Evangelistendarstellungen sowie der Schalldeckel, ein Kreuzigungsbild und das Porträt Martin Luthers sowie eine Inschrifttafel zur Neuweihe stammen wohl aus dieser Zeit. Der Aufgang zur Kanzel mit szenischen Darstellungen wurde um 1561 geschaffen. Der künstlerisch anspruchsvolle Altar in gedrungenen Formen und von frühbarockem Pathos stammt aus der Kapelle von Schloss Pretzsch. Er zeigt auf hohem Unterbau mit stark plastisch wirkenden, aufgelegten Girlanden seitliche, von reliefierten Säulen gerahmte Muschelnischen mit fein geschnitzten Figuren von Moses und Johannes dem Täufer, in der Mitte ein Gemälde mit dem Abendmahl. In der Öffnung des kräftig verkröpften, gesprengten Dreiecksgiebels ist der segnende Christus in Wolken, auf den Giebelschrägen liegende Engel von 1670–75 dargestellt. Die Südempore und die darunter befindliche Prieche und das Gestühl sind aus der Zeit um 1700. Ein verwitterter Inschriftgrabstein stammt aus dem Jahr 1608. Neben dem Portal außen ist ein spätbarocker figürlicher Grabstein für Christiana Dorothea Kirchner, die Tochter des Amtsrichters in Pretzsch († 1763) aufgestellt. Am Zugang zum Kirchhof ist ein aus einem Baumstamm geschnitzter Opferstock von 1767 mit erneuerter Inschrifttafel erhalten. Aus dieser Inschrifttafel geht hervor, dass Martin Luther diese Kirche geweiht haben soll.